# Bangerten
Bangerten là một đô thị ở huyện Fraubrunnen ở bang Bern ở Thụy Sĩ. Đô thị này có diện tích 2,2 km², dân số năm 2006 là 163người.